# Maurice Tourniaire
Maurice Tourniaire, né le 30 mai 1910 à Montferrat (Var) et mort le 4 décembre 1981 à Cannes (Alpes-Maritimes), est un footballeur français.

## Carrière
Maurice Tourniaire évolue au poste d'arrière. Il débute en équipe première à l'AS Cannes, son club formateur, vers 1929 et va réaliser toute sa carrière au club, jusqu'en 1936 ou 1937. Décrit comme puissant et adroit, il est appelé en équipe de France militaire à deux reprises au moins, ainsi qu'en sélection du Sud-Est.
Associé en défense à Jean Vigouroux, il remporte la Coupe de France en 1932 contre le Racing Club de Roubaix (1-0). La saison suivante, qui voit le lancement du championnat de France professionnel, Vigouroux est remplacé par l'international hongrois János Nagy. Nagy et Tourniaire forment alors une des défenses les plus réputées de France,. Cannes atteint la finale du championnat mais s'y incline face à l'Olympique lillois (3-4), malgré l'égalisation de Tourniaire à quelques minutes de la fin du match.
Avant l'autorisation du professionnalisme, il se déclare commis d'architecte. Lorsqu'il se marie en 1936, il déclare comme profession dessinateur. 